# Gremium

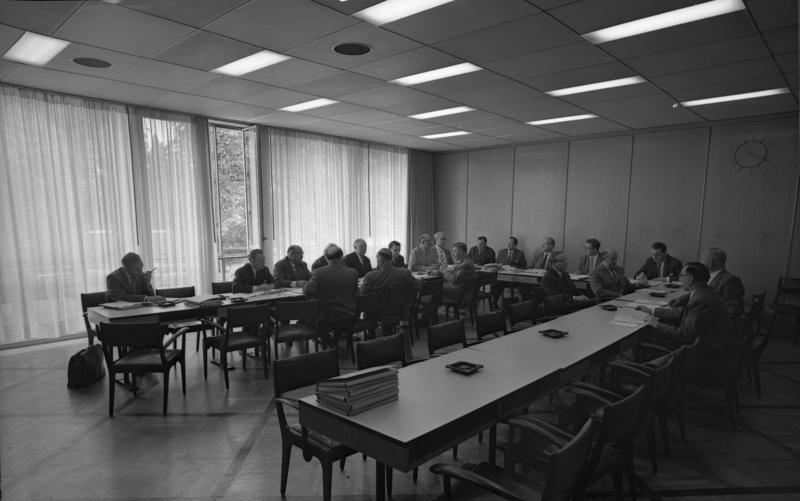
Ausschuss für Mittelstandsfragen des Deutschen Bundestags 1961

Ein Gremium (lateinisch „Schoß, Innerstes“) ist eine zur Erfüllung einer bestimmten Aufgabe gebildete Gruppe von Experten. Synonyme Bezeichnungen sind Ausschuss (spätmittelhochdeutsch, nach althochdeutsch „ausschießen“, für etwas, das herausragt), Kommission, Komitee, Expertenrat oder Rat. (Die Bezeichnung Rat wird aber häufig auch für politische Institutionen gebraucht, die nicht aus Experten bestehen, sondern aus gewählten Vertretern, bspw. Parlamente wie den deutschen Bundesrat, Regierungen wie den Schweizer Bundesrat oder Betriebsräte, siehe auch Rätedemokratie.)

## Arbeitsweise
Die Arbeitsweise von Gremien wird in der Regel von Sitzungen genannten Treffen in gewissen zeitlichen Abständen bestimmt. Hierbei wird über die jeweilige Fragestellung diskutiert oder anhand von schriftlichen Vorlagen gearbeitet. Am Ende stehen zumeist ein Beschluss, eine Empfehlung oder ein Abschlussbericht. Es kann eine feste, aber auch veränderliche Gruppe von Personen sein, die eine sachliche Fragestellung bearbeitet, sich austauscht und damit in der Regel eine Beschlussfassung vorbereitet oder trifft. Seine Mitglieder versammeln zumeist Fachverstand oder zumindest fachliches Interesse; sie kommen oft aus verschiedenen Fachrichtungen, Institutionen, Organisationseinheiten oder politischen Richtungen. Die verschiedenen Qualifikationen und die unterschiedliche Herkunft der Mitglieder ermöglichen dem Ausschuss die Betrachtung einer Aufgabe unter fachlich oder politisch unterschiedlichen Gesichtspunkten und können somit zur Qualitätssteigerung bzw. zur Konsensfindung im Blick auf das beschlussfassende Gremium beitragen.
Auf der anderen Seite können nachteilige Faktoren, wie bspw. Kommunikationsprobleme, emotionale Spannungen oder persönlicher Egoismus auftreten. Dies kann nicht nur den reibungslosen Arbeitsablauf behindern, sondern führt im Extremfall zum Austritt einzelner Mitglieder oder sogar Auseinanderbrechen der Gruppe. Je nach Größe und Struktur des Gremiums gelten die jeweiligen Gesetze der Gruppendynamik.

## Merkmale

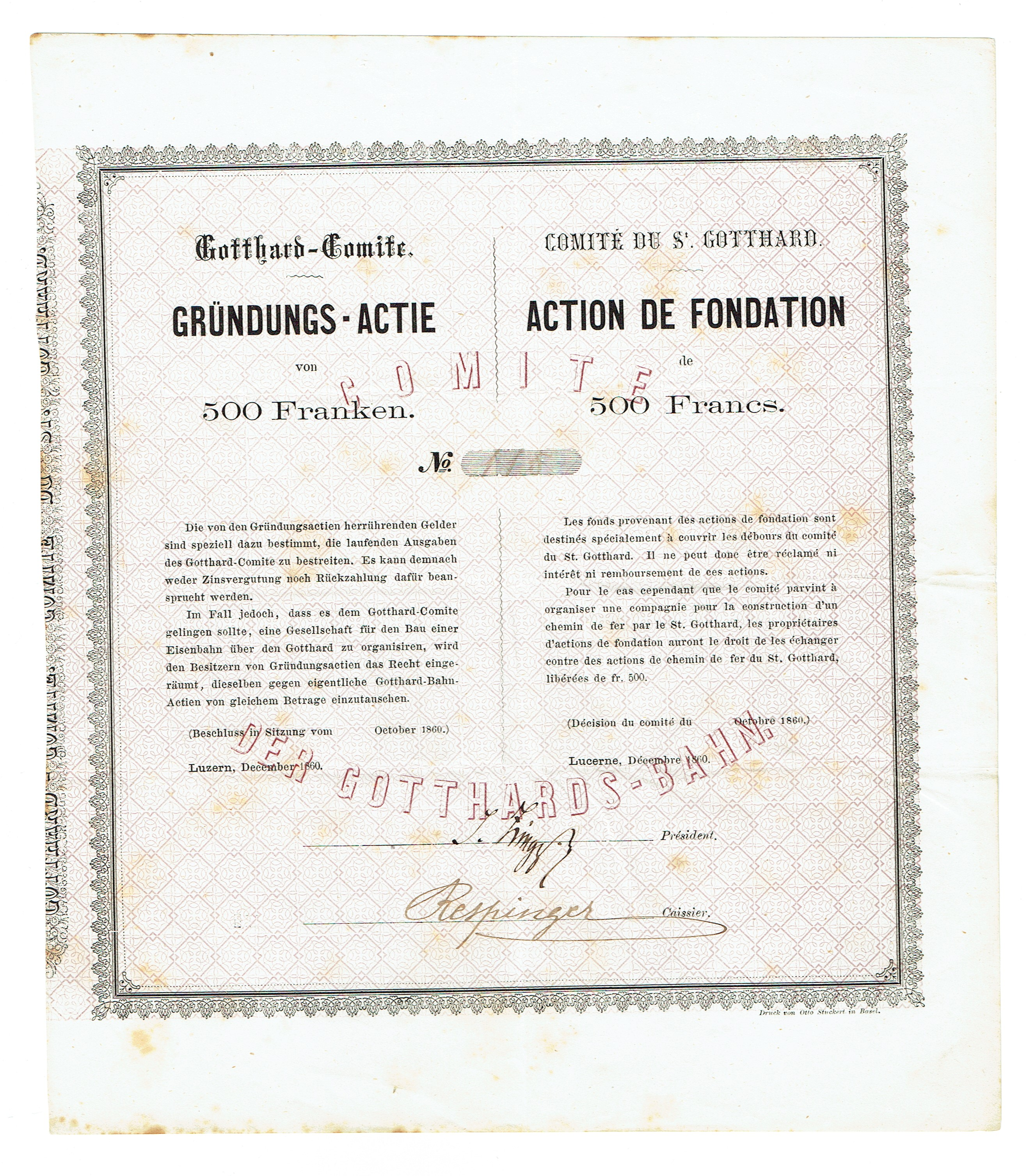
Gründungsaktie des Gotthard-Comites aus dem Jahre 1860; dieses Komitee sollte eine Gesellschaft für den Bau einer
Eisenbahn über den Gotthard organisieren

Gremien werden teilweise für bestimmte Aufgaben mit zeitlich befristeten Arbeitsschwerpunkten gebildet und nehmen Entscheidungsaufgaben, Informationsaufgaben, Beratungsaufgaben oder Ausführungsaufgaben wahr, wofür ihnen bestimmte Funktionen delegiert werden. Gremien können in der Privatwirtschaft als auch in der öffentlichen Verwaltung sowohl ad hoc als auch permanent gebildet werden. Sie sind durch eine flache Organisation gekennzeichnet. Nach den Merkmalen Umfang der Mitarbeit (Voll- oder Teilzeit), Art der Gruppenaufgabe (unbefristete Daueraufgaben/befristete Sonderaufgaben) und dem zeitlichen Aspekt (kontinuierlich/diskontinuierlich) wird in hauptamtliche (Leitungsgruppe, Arbeitsgruppe) und nebenamtliches Gremium (Ausschuss, Problemlösegruppe) unterschieden. Projektgruppen können als haupt- oder nebenamtliche Gremien auftreten. Häufig handeln Gremien als Organ einer juristischen Person.

## Klassen von Gremien
In Staat und Wirtschaft gibt es verschiedene Hierarchien. So hat ein Parlament als Gremium oft mehrere Ausschüsse, die bestimmte Fragestellungen erarbeiten. Auch bei Aktiengesellschaften spielen Ausschüsse eine wichtige Rolle.
Häufig gibt es folgende Ausschüsse für ein Gremium:
- Vermittlungsausschuss
- Personalausschuss
- Prüfungsausschuss
- Fachausschuss
- Beirat

## Beispiele

### Individuelle Gremien
- Internationale Arbeitsgemeinschaft Knochentumoren
- Europäischer Konvent
- Österreichischer Musikrat
- Gutachtergremien der Deutschen Forschungsgemeinschaft
- Kuratorium der Universität Potsdam
- Frauengremium des Fachbereiches Politik- und Sozialwissenschaften der Freien Universität Berlin
- Promovierendenrat, Interessenvertretung der Promovierenden an Universitäten, Hochschulen, Instituten
- Österreichisches Hebammengremium
- Ältestenrat und Ausschüsse des Deutschen Bundestages.
- Sicherheitsrat der Vereinten Nationen

### In der Wirtschaft
- Aufsichtsrat, ggf. mit
  - Prüfungsausschuss
  - Präsidialausschuss
  - Personalausschuss
  - Nominierungsausschuss
  - Vermittlungsausschuss
  - weitere
- Beirat
- Betriebsrat
- Gesellschafterversammlung
- Gläubigerversammlung
- Kuratorium
- Präsidium
- Verwaltungsrat

### Staatsorgane
- Ortsrat, Gemeinderat, Stadtrat
- Parlament
- Parlamentarische Ausschüsse, wie
  - Ausschuss im Europaparlament
  - Bundestagsausschuss
  - Landtagsausschuss
  - Ausschuss im Kommunalparlament
  - Vermittlungsausschuss
  - Untersuchungsausschuss
  - Parlamentarisches Kontrollgremium des Deutschen Bundestages
- Bundesrat (Deutschland)
- Bundesrat (Österreich)
- Schweiz
  - Schweizer Bundesrat
  - Nationalrat und Ständerat
  - Kleiner Rat
  - Grosser Rat
- Regierung
  - Staatsrat
  - Sowjet
  - Bundesrat
  - Stadtrat
  - Gemeinderat
  - Rat der Volksbeauftragten, Regierung in Deutschland, 1918–1919
  - Rat der Volkskommissare, Regierung in Sowjetrussland, 1917–1922
- Ausschüsse in Regierungen, wie
  - Kabinettsausschuss
  - interministerieller Ausschuss
  - Nationaler Ethikrat
  - Bundessicherheitsrat
  - Krisenstab für Notsituationen
- sonstige
  - Hofrat, beratendes Gremium in Österreich
  - Landrat, z. B. in der Schweiz einige Kantonsparlamente
  - Geheimrat im Heiligen Römischen Reich
  - Studienrat, die Schulverwaltungsbehörde zum Beispiel in Württemberg bis 1866

Gremien werden auch spontan eingerichtet, etwa die ersten Arbeiter- und Soldatenräte in der Räterepublik im Rätekommunismus oder die sogenannten „Runden Tische“, an denen viele der Revolutionen im Jahr 1989 ausgehandelt oder gestaltet wurden.